# Arlene Francis
Arlene Francis, född Arline Francis Kazanjian den 20 oktober 1907 i Boston, Massachusetts, död 31 maj 2001 i San Francisco, Kalifornien, var en amerikansk skådespelare. Hennes föräldrar var armenier. Francis har en stjärna på Hollywood Walk of Fame.
Francis var gift med skådespelaren Martin Gabel (1912-1986) från 1946 fram till hans död. Hon var under många år en permanent medlem i panelen på What's My Line?, i vilken även Gabel var en frekvent gäst. Makarna hade en son, Peter Gabel, född 1947.

## Filmografi i urval
(Filmer som haft svensk premiär)
- 1943 – Den stora stjärnparaden
- 1948 – Alla mina söner
- 1950 – Med dessa händer
- 1950–1974 – What's My Line? (TV-serie)
- 1957–1958 – The Arlene Francis Show (TV-serie)
- 1958–1962 – The Jack Paar Tonight Show (TV-serie) (gäst/gästvärd)
- 1961 – Ett, två, tre
- 1963 – Gift på halvtid
- 1978 – Fedora

## Teater

### Roller
| År   | Roll            | Produktion            | Regi               | Teater                        |
| ---- | --------------- | --------------------- | ------------------ | ----------------------------- |
| 1928 | Soror Felicidad | La Gringa Tom Cushing | Hamilton MacFadden | Little Theatre, New York, USA |